# قصر محمد بن عبد الوهاب الفيحاني
قصر محمد بن عبد الوهاب الفيحاني أو قصر الفيحاني هو قصر أثري تجاوره قلعة تُعرف بقلعة دارين يقع في قرية دارين بجزيرة تاروت في محافظة القطيف شرق السعودية. رُمِّمت القلعة من قبل محمد بن عبد الوهاب الفيحاني ما بين عامي 1884م و 1885م فصارت تُعرَف باسمه.
القصر بملحقاته قائمٌ على منتصف قوس ساحل جنوب دارين، ويضّم مرافقَ وملحقاتٍ عدّة تتضمنُ: مجموعةَ غُرَفٍ، مخازنَ، مجالسَ وفناءً خلفيًّا؛ جدرانُه تحتوي على مجموعةِ من الأقواس المصممة على الطراز الإسلامي العباسي. وتبلغ مساحته الإجمالية مع ملحقاته نحو 8,000 مترًا مربّعًا.
يتوسّطُ القصرُ بملحقاتِه قريةَ دارين على مرتفعٍ كبيرٍ قربَ سطح البحر، ويقع بين الحوطة والحي الشرقي. يحدُّ القصر بملحقاته من الجنوب مسجد صغير بمرتفع صخري ينخفض تدريجيًّا حتّى يتّصل بالبحر مباشرة حيث ميناء دارين، ومن الشرق مجموعة منازل سكنيّة ثم جامع دارين الكبير، ومن الشمال ساحة مفتوحة وغربه منزل مهجور. يُمثّل التّل الواقعة عليه القلعة طبقات رسوبية مُتراكمة، تشكل كل واحدة منها حقبة زمنية مختلفة.
أخذت قلعة دارين قيمة تاريخية كبيرة خلال قيام الدّولة السعودية الأولى والثّانية وكذلك في عهد الدولة العثمانية إلا أنّها تحوّلت بملحقات القصر لأنقاض وأكوام حجارة نتيجة تهاوي الجدران وتساقطها على بعضها، ولم يبقَ منها سوى أساساتها.

## التسمية
اشتهرت قلعة دارين باسم محمد بن عبد الوهاب بعد بنائه قصره بجوارها. وقد نُسب القصر إليه أيضًا. بالرّغم من وجود القلعة سابقًا قبل بناء الفيحاني لقصره إلاّ أنه شاع نسبتها إليه علاوةً على تسميتها بقلعة دارين. كما اشتهرت مُسمّيات أخرى بين الأهالي مثل: قصر محمد بن عبد الوهاب الفيحاني، قصر محمد باشا، قصر عبد الوهاب باشا، قصر جاسم بن عبد الوهاب، وقصر الفيحاني.
يُعتقد أن الاسم الأصلي للحي الذي تقع فيه القلعة قِبلة أو جِبلة؛ لكونه يقع غرب دارين حيث اتجاه القبلة، واكتسب هذا الحي اسم الحوطة من حوطة قلعة دارين التي كانت مقرًّا للجنود العثمانيين، ويفصل حي الحوطة أو قبلة عن المنطقة الثالثة جزيرة الحالة وهي خليج صغير لا يتجاوز عرضه 500 متر.

## الآثار
موقع القصر بملحقاته غني بالآثار التي تعود إلى أزمنةٍ مختلفة. على الرغم من قلة التنقيب في المنطقة إلا أنه وُجدت آثارًا فيها شملت نقودًا تمتد إلى العصر الأموي. سبق اكتشاف عملات قديمة تعود لعصر صدر الإسلام مكتوب عليها الشهادتان في سبعينات القرن العشرين. كما عُثر على أجزاء من هيكل عظمي تعود تقديرات عمره لنحو 200 عام قبل الميلاد. وعثر على جزء من فك وكتف بشري في الركام المُستخرج من الأرض المنقب فيها.
في عام 2014م، عثر فريق البحث والتنقيب بالهيئة العامة للسياحة والتراث الوطني خلال أعمال التنقيب في القلعة على مجموعة متكاملة من الأواني الزجاجية والفخارية والخزفية التي يُرجّح أنها تعود إلى عصور مختلفة، إضافةً إلى بعضَ القطع الفخارية العائدة إلى فترات متقدمة من العهد الإسلامي. عُثر أيضًا على بعض العظام التي يشتبه في كونها عظامَ حيواناتٍ. وأخيرًا، تحتوي القلعة على نصب تذكاري في الجهة الجنوبية منها يؤرخ المعاهدة التي وقعها الملك عبد العزيز مع البريطانيين.

## مخطط القصر

### المنظر

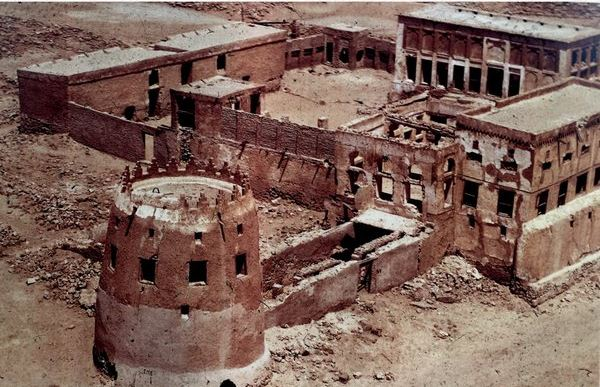
منظر جوي لواجهة قلعة دارين التي يظهر وراءها قصر محمد بن عبد الوهاب الفيحاني.
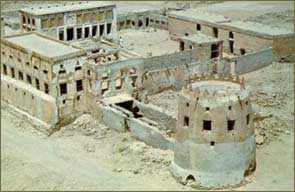
منظر جوي لواجهة قلعة دارين التي يظهر وراءها قصر محمد بن عبد الوهاب الفيحاني.
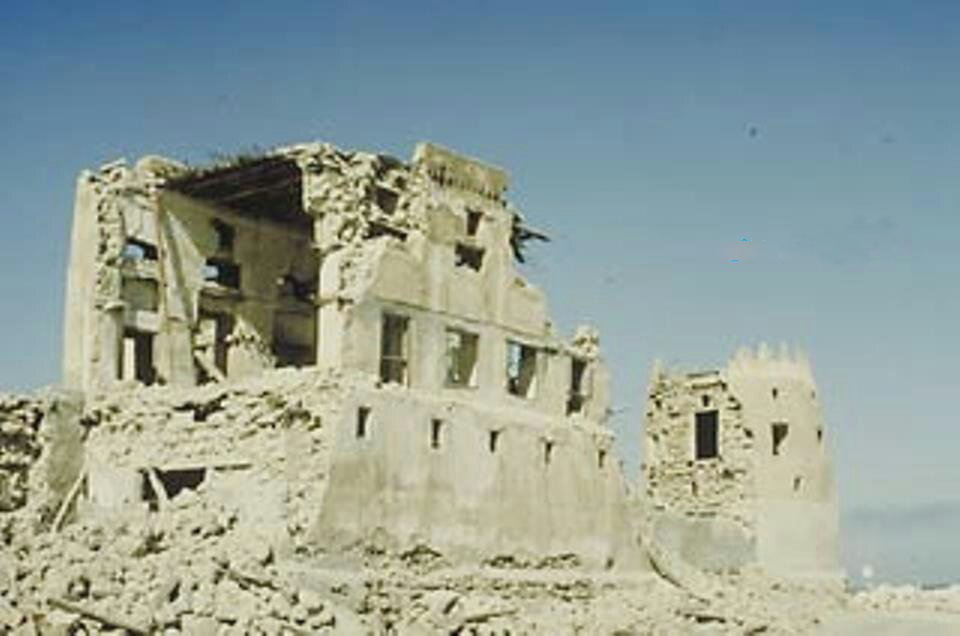
أحد أقسام قصر محمد بن عبد الوهاب الفيحاني بعد سقوط الممر الواصل بينه وبين أحد الأبراج.
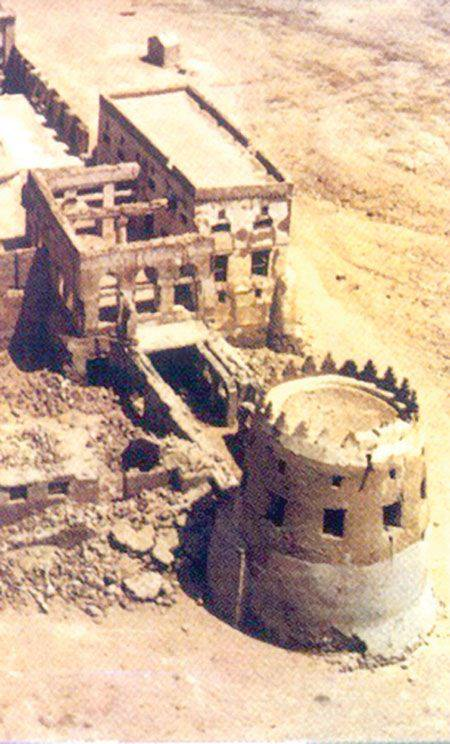
منظر علوي لبرج قلعة دارين قبل انهياره وسقوطه.

### الشكل العام
تبلغ مساحة القصر بملحقاته 8,000م2 وتُجاوره قلعة شبه مستطيلة غير ملتصقة بمنازل من حولها مبنيّة على تل ركامي يرتفع عن مستوى سطح البحر 3.5م. تتكوّن القلعة من طابقين ولها برج جنوب شرقها، ويتوسطها بئرا ماء. يطل نصفها الجنوبي على الواجهة البحرية وأما نصفها الشمالي فقد هُجِرَ قديمًا حتى تهدَّم تدريجيًا. نتيجةً لذلك، لم يُتعرّف على حدود القلعة الأصلية إلا من بقايا الخطوط الرفيعة التي ترسمها أساسات الجدران.
استخدم في بناء القلعة حجارة بحريّة. ودخل في عملية البناء الطين الأصفر، والجص الأبيض العربي، والجص الرمادي المُصنَّع محليًا والذي عادةً ما يكون من طين البحر المحروق. كما رممت بعض أجزاء القلعة بالأسمنت في العهد الحديث. استخدمت عدة أنواع من الخشب في بناء دعامة القصر الأساسية، وقد تضمنَّت: جذوع النخيل المحلية، سيقان أشجار مستوردة من الهند، الحصر المصنوعة من قصب البواري وشرائح سيقان الخيزران الأفريقيّة الغليظة. وكانت تُستخدم هذه المواد في بناء القلاع والمنازل آنذاك.

### الغرف والملحقات
توجد في الطابق الأول ثلاثُ فتحات تهوية مربّعة تعلوه: واحدةٌ على الباب، واثنتان في الجهة الجنوبية من القلعة مقابل البحر. يحتوي الطابق الثاني على بقايا مدفعٍ كبيرٍ بجانبه أسطوانة حجرية تزن حوالي 100 كيلوجرامًا. وفي الطابق الثاني درج مستقيم ذو ثمان نوافذ مستطيلة على جوانبه وروازن كل نافذة تأخذ روزنة وفتحة تهوية.
توضح الصّورة الجوّية التي التقطتها شركة أرامكو أن النصف الشمالي للقلعة ينقسم إلى ثلاثة مربعات كبيرة المساحة، وثلاثة مربعات أخرى صغيرة، والسّور المحيط بالقلعة لا يتجاوز ارتفاعه المترين يُشكلُ حوطةً كبيرةً لها باب رئيس في منتصف الضلع الشمالي، وكان به عدد من الغرف في الجهة الشرقية يسكنها خُدم القصر، بينما كان الفيحاني يسكن هو وأفراد أسرته النصف الجنوبي للقلعة، وهو المطل على الواجهة البحرية، كذلك يحتوي النصف الشمالي المهجور على آثار وبقايا اسطبلات للخيول، وأما الشريط الغربي من النصف الشمالي للقلعة فقد كان به منزل صغير، ومحل تجاري ملك أسرة الرزيحان. في المقابل كان النصف الجنوبي من القلعة يحتوي على برج ينتصب في الزاوية الجنوبية الشرقية منه، وبالقرب من البرج ذراع طولي به مدخل القلعة، وموقع لثلاثة مدافع حديديّة، كما يضم هذا الجزء من القلعة غرف ذات طابقين في الضلع الجنوبي والغربي بالإضافة إلى مجموعة غرف ذات طابق واحد في الطرف الشرقي والشمالي أغلبها غرف المخازن والمجالس، إضافة لفناء خلفي، والكثير من العناصر المعمارية الدقيقة ذات الطابع الإسلامي المتميز في تصميمه.، وتشكل هذه الغرف مجتمعة، مسكن عائلة الشيخ الفيحاني. وقد هُدمت الأجزاء الأخرى المخصصة لسكن العساكر، وإسطبلات الخيل تدريجيًّا بسقوط الحكم العثماني عام 1331هـ.

### البوّابات
للقلعة ثلاثة أبواب خشبية تغطّي جميع جهاتها، منها الباب الغربي ويُعتقد أنه استخدم للنساء، والشرقي للبرج، والباب الرئيسي في الوسط وهو باب كبير كُتب عليه:

### السارية
استنادًا إلى الصورة التي التقطها السير بيرسي كوكس لقلعة دارين عام 1905م زمن سيطرة الدولة العثمانية على المنطقة، فيظهر العلم المرفوع على سارية القلعة العلم العثماني، وكما هو واضح من الصورة فإن موقع رفع العلم في قلعة دارين كان أعلى برج القلعة.

## التاريخ

### الإمبراطورية البرتغالية
يرى مؤرّخون أن تاريخ بناء قلعةَ دارين يعود إلى القرن السادس عشر الميلادي في عهد الإمبراطورية البرتغاليّة، وأن الذي بناها لأوَّل مرة هم الغزاة البرتغاليون إبان احتلالهم للقطيف والبحرين قرابة عام 927هـ.

### عهد الجلاهمة
يذكر جون غوردون لوريمر أن رحمة بن جابر الجلهمي هو من بنى قلعة دارين قرابة عام 1830م، كما يذكر أن رحمة بن جابر الجلهمي لم يستطع هو وعشيرة آل بوسميط مقاومة عداء أهل القطيف له فأجبر بعد هدم القلعة بالهجرة إلى مسقط عام 1831م/1246هـ. وقد سكن رحمة بن جابر الجلهمي هو وابنه بشر لمدّة سنة من بعد بنائها هو وعشيرة آل بو سميط معه في دارين، وكان ذلك بإيعاز من إمام مسقط لاتخاذ دارين نقطة انطلاق لشن هجمات حربية ضد آل خليفة حكام البحرين. في حين يُرجح أيضًا بأن بناء قلعة دارين كان سابقًا لفترة استيطان رحمة بن جابر لها، وذلك كون أن رحمة استقر في دارين لمدة سنة واحدة، وهذه السنة غير كافية لبناء قلعة تزيد مساحتها الإجمالية عن 8,000 متر مربع.
بينما تذكر مصادر تاريخيّة أخرى أن الصراعات التي شهدتها دارين إبان تأسيس الدولة السعودية مع دولة البحرين هي التي أدّت لإرسال حملة عسكرية من قبل عبد الله بن أحمد آل خليفة، فاحتلّ دارين مع تاروت عام 1249هـ، مما أدى إلى هجرة آل سميط إلى سواحل بلاد فارس، استوطنوا بعدها دولة الكويت، فيما هاجر الجلاهمة بقيادة بشر إلى مسقط حيث توفي هناك.

### الدّولة العُثمانية
بقيت دارين مهجورة حتى عام 1288هـ، حين زارها والي بغداد العثماني أحمد مدحت باشا في حملة إسقاط الدولة السعودية الثانية. حيث ورد ذكر قلعة دارين في تقارير الوالي العثماني أحمد مدحت باشا خلال زيارته للقطيف عام 1871م. أرسل والي بغداد أحمد مدحت باشا حملة عسكرية عثمانية إلى الأحساء والقطيف وقطر عام 1872م بقيادة نافذ باشا، وضمّ المناطق الثلاث إلى أملاك الدولة العثمانية، وجعل الهفوف مركزًا لمتصرفية لواء الاحساء، يتّبعها قضاء القطيف، ثم قضاء قطر، كما ألحق بقضاء القطيف عدة توابع له من أهمها الدمام وعنك ودارين وتاروت ويرأس القضاء مدير يُسمى وفقًا للنظام العثماني القائم مقام، ومن مهام القائم مقام ترشيح مديري النواحي التابعة له، والتفتيش على النواحي والقرى التابعة للقضاء، وثبت بأن محمد بن عبد الوهاب الفيحاني عند إقامته عاصر أحد عشر قائم مقام للقضاء ابتداءً من فترة خليل أغا وانتهاءً بفترة نجيب بك.

كما ورد أيضًا خبر اتّخاذ قلعة دارين مقرًّا للضباط والجنود العثمانيين في عدد من الوثائق التاريخية ومنها النص التالي المحرر عام 1888م:
انطلق نافذ باشا من البصرة إلى القطيف أولا، ومكث بها خمسة أو ستة أيام، وحدد احتياجات المنطقة، وتنقل في عدد من القلاع التي أنشأتها العائلة السعودية عندما كانت تحكم هذه المنطقة، وذلك بهدف منع الهجمات التي يمكن أن تأتي إلى القطيف من جهة البحر، وعندما تهدمت هذه القلاع بمرور الزمن أصبحوا - وجها لوجه - أمام العدو، وهذه القلاع التي توجد كل واحدة منها على بعد حوالي ساعة، أو ساعتين عن القطيف، إنما تحظى بأهمية كبرى من أجل حماية ميناء القطيف، وبعد إخلاء العساكر من الثكنة التي تم إنشاؤها في رأس تنورة أثناء حملة الاحساء، تعرضت هذه الثكنة للخراب، كما تهدمت أيضا مخازن الفحم التي أقيمت للسفن التي كانت تذهب للقطيف. كما أنه - عند تأسيس متصرفية نجد - تم إنشاء عين ماء بجوار القلعة من أجل سقي الحدائق الموجودة في قرية تاروت التابعة للقطيف، إلا أنها تهدمت على العين، وأصبحت غير صالحة للاستعمال، وأهملها الأهالي فتأخرت زراعتهم، وقد طلب الباشا من أصحاب الأملاك أن يجمعوا مساعدات من أجل إصلاح هذه القلعة وإعادة العين إلى خدمتها السابقة، كما أصدر الأوامر إلى قائمقام القطيف  لإصلاح القلاع الأخرى، وأنعم الباشا على محمد بن عبد الوهاب أول سكان جزيرة دارين التي تبعد مسافة ساعتين عن القطيف، وأحد أعيانها تقديرًا لجهوده في تطوير هذه المنطقة، كما أمَّن الإقامة لنصف العساكر الذين أرسلوا للقطيف في هذه المنطقة لاعتدال جوها.
ويتضح من النص أن نافذ باشا نقل نصف الجنود المقيمين في القطيف إلى دارين، وعدد هؤلاء العساكر الذين تم تأمين إقامتهم في قلعة دارين ثلاثون جنديًّا، وهم يتلقون الأوامر من قائم مقام القطيف مباشرة، وقد أكّد على ذلك ورود رسالة من الشيخ مبارك الصباح حاكم الكويت إلى الكولونيل كيمبال، القائم بأعمال المقيم السياسي في الخليج، محررة في 10 محرم 1320هـ تتضمن النص التالي:
في هذه الأيام أرسل الأتراك، من القطيف، ثلاثين جنديًّا في معية ابن جمعة إلى جزيرة العماير بنية الإقامة الدائمة هناك، ولكن العماير لم يسمحوا لهم بالبقاء مما اضطر الجنود الأتراك للعودة إلى القطيف، والذهاب إلى دارين للإقامة مع ابن عبد الوهاب. هذا وضع الأمور، أما اتخاذ الإجراء فهو من شأنكم.

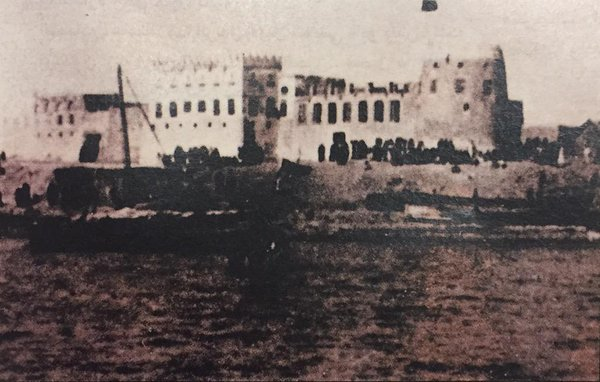
صورة قديمة للقصر مع القلعة تعود لعام 1905م.

وتبيّن الوثيقة أن قائم مقام القطيف في تلك السنة، منصور باشا بن جمعة، نقل الجنود الترك، وعددهم ثلاثين جنديًّا، من مقرهم الدائم في قلعة دارين إلى جزيرة المسلمية شمال الجبيل، ولرفض مدير ناحية المسلمية الخالدي المقيم في قلعة جزيرة المسلمية مع مجموعة من العماير السماح للجنود للإقامة في جزيرة العماير أصر الجنود إلى العودة إلى مقر إقامتهم الدائم في قلعة دارين. وإضافةً على زيارة الوالي أحمد مدحت باشا للقطيف ودارين فقد ورد ذكر القلعة في تقارير القائد العثماني نافذ باشا خلال زيارته الأولى عندما فتح القطيف عام 1872م، وفي زيارته الثانية التفقدية للقطيف في 1888م.
اقتصرت وظيفة قلعة دارين خلال فترة الحكم العثماني الأخيرة خلال الفترة 1871م حتى 1912م على الأمور الإدارية والجمركية، فكان هدفها المراقبة وجباية الرسوم والضرائب لخزينة بيت المال العثماني بمركز قضاء القطيف، وكانت قلعة دارين تحتوي على دار خاصة لسكن مدير محلة دارين وغرف للضباط وعدد من المخازن ومحل للمدفعية وإسطبل للخيول ومن المرجح أنها كانت تحتوي أيضًا على سجن صغير، حيث كانت حينها شبيهة بقلعة إبراهيم في الأحساء، التي كانت تحتوي على الدار الخاصة لسكن المتصرف وغرفة الضباط والجنود ومخازن ومحل للمدفعية كما يوجد فيها السجن والمستشفى ومدرسة دينية صغيرة.
لم يُعثر على وثيقة محررة في دارين تبين وظيفة الشيخ محمد بن عبد الوهاب الفيحاني بعد استقراره في ميناء دارين التابع لقضاء القطيف، ولكن خلال فترة إقامته في قلعة دارين يذكر لويمر بأن الإدارة العثمانية في الاحساء عرضت على محمد بن عبد الوهاب الفيحاني عام 1891م بعد استقراره النهائي في ميناء دارين بخمس سنوات فقط، أن يتحول من دارين إلى ميناء الزبارة شمال دولة قطر، ويشغل وظيفة مدير لناحية الزبارة التابع لقضاء قطر، ولكن الفيحاني رفض هذا العرض، وفضّل البقاء في دارين، وهذا يدل على أن الفيحاني كان يشغل وظيفة مدير ناحية دارين، وهي معادلة للوظيفة التي تقرر نقله لشغلها في الزبارة.

### الدّولة السّعودية

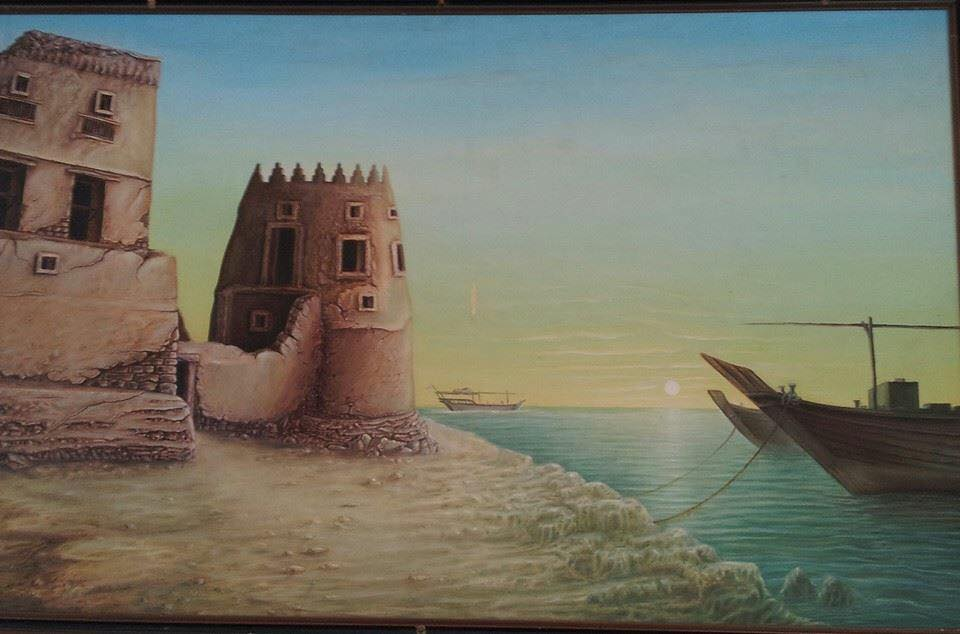
لوحة فنية لقلعة الفيحاني بريشة الفنان التاروتي عبد العظيم شلي.

استُخدمت القلعة في فترة الدولة السعودية الأولى والثانية خلال الفترة من عام 1797م حتى 1871م، قلعةً دفاعيةً ومركزًا لجباية الرسوم الجمركية في جزيرة تاروت؛ وتذكر التقارير بأن الحكام السعوديون الذين حكموا منطقة القطيف خلال الفترة من 1797م وحتى عام 1871م خلال طوريّ الدولة السعودية الأولى والثانية هم من بنوا القصر، حيث أهدته الدولة السعودية الأولى إلى محمد بن عبد الوهاب الفيحاني ليقيم فيه مع أسرته من بعد هجرته من قطر على أثر وقعة حرب الغارية، حيث شب صراع على السلطة في قطر بين بعض شيوخها، مما دفع بـ250 أسرة من منطقة الغارية في شمال قطر من آل بو عينين وآل الفيحاني وآل الهارون وأسر أخرى للهجرة إلى البحرين ثم إلى دارين؛ أسسوا على إثرها حي دارين الشرقي ورمموا قلعة دارين بتبرع الأهالي. وكان الفيحاني على خلاف بينه وبين حاكم قطر الأسبق الشيخ جاسم بن محمد آل ثاني سنة 1882م. فعندما أقبلت قبائل قطر برئاسة ناصر بن جبر وآل أبو كواره بزعامة محمد بن عبد الوهاب الفيحاني والذي لا يقل عن الشيخ قاسم بن ثاني ثروةً ونزعةً إلى الحكم والرئاسة، فأوقع بهم في قصر ربيعة في بلدة الغاربة في قطر بلدة الشيخ محمد الفيحاني، ومنها تحول الفيحاني إلى جزيرة تاروت وأهدته الدولة السعودية الأولى القصر بعد أن بُنيَ على أساسات قديمة، ورمّم الفيحاني القلعة وجددها قبل أن يسكن فيه في العاشر من نوفمبر، 1885م. وكانت قلعة دارين من بعدها من القلاع والحصون التي رتّبها وهيّأها الأمير فيصل بن تركي لمواجهة آل عماير وآل خليفة.

وقد جاء وصف ج. ج. لوريمر في دليل الخليج للقلعة في ما بين عامي 1908 حتى 1915 كالتالي:
«قرية دارين محمية بقلعة مربعة، ولا يوجد بها حدائق ولا زراعات، ويملك السكان 15 قاربًا لصيد اللؤلؤ.»
سكن الشيخ محمد بن عبد الوهاب الفيحاني في قلعة دارين هو وعائلته منذ انتقاله إلى بلدة دارين وحتى وفاته في الهند، وقد استمر ابنه جاسم في السكن في القلعة وبعد وفاته تحولت تدريجيًّا إلى ملكية أفراد أسرة الفيحاني، وذلك مباشرة بعد سقوط الحكم التركي في المنطقة، واستمرت ملكية القلعة لورثة الفيحاني حتى انتزعت هيئة السياحة والآثار ملكية الأرض بعد اتفاقها مع الوَرَثة.

## المعتقدات والأساطير
كانت قلعة دارين مع قصر الفيحاني جزءًا من العلامات الأرضية، التي كان البحّارة يحدّدون بها المواقع. نظرًا لثراء الشريط الهلالي التي تتوسطه القلعة بالآثار والهياكل العظمية، فقد شاع بين أهالي بلدة دارين قصة خرافية تفسر لهم عثورهم على هذا الكم الهائل من الأواني الفخارية، والهياكل العظمية التي لم يعتادوا على طريقة دفنها غير الإسلامية، مفاد هذه الأسطورة أن سكان جزيرة دارين كانوا فيما مضى كفارًا خسف الله بهم ثلاث مرات، وكل خسف يشكل طبقة أو مدينة مدمَّرة حسب معتقداتهم.

## التحسينات والترميم
بقي القصر على حاله حتى أواخر السبعينيات، حيث بدأت الجدران بالتساقط واحدة تلوَ الأخرى. وبعد تهاوي القصر وتهدمه بدأت هيئة السياحة والآثار بفرعها في المنطقة الشرقية أعمال التنظيف وإزاحة الركام والأنقاض. وبعدها بدأت عملية تحديد حدود وأساسات القصر وساحاته من الجهتين الجنوبية والشرقية، وبدأت عمليات التنقيب من الجهة التي انتهى عندها التنظيف، وفي نفس الوقت بدأت عملية الترميم في الجزء الشمالي الشرقي.
- سبتمبر، 2011م: مطالب أهليّة من مهتمّين ومؤرّخين بالشروع الفعلي في إعادة بناء القصر من قبل هيئة السياحة والآثار، وإعادة بناء المنطقة القديمة وتأهيلها، حيث أن الإهمال قد أدى لزوال بعض البيوت التاريخية التي يتجاوز عمرها 500 عام.[1][41]
- مايو، 2013م: إعادة تشكيل ورسم مخطط قلعة دارين: شارك كبار في السن ما يتذكرونه في إعادة رسم مخطط قلعة دارين بأشكاله وأبعاده من أجل الإسهام في مساعدة فريق العمل.[8]
- مارس، 2013م: إزالة ركام وأنقاض القصر: بدأ فرع الهيئة العامة للسياحة والآثار في المنطقة الشرقية، في إزاحة الركام والأنقاض التي تهاوت داخل المبنى من قصر محمد بن عبد الوهاب.[40] كشفت عمليات إزاحة الركام من بين حجرات وجدران القصر المتهاوية، عن محافظة الموقع على بعض جدرانه وأساساته. وأكد عمّال في الموقع أن عملية التنظيف بدأت قبل نحو عشرة أيام، وقد تستغرق وقتًا قد يمتد لأسابيع.[40] ذكر مدير متحف الدمام عبد الحميد الحشاش أنه سيعقب عملية التنظيف عملية البحث عن وثائق تخص القصر، ومن ثم ستبدأ بعدها عملية التنقيب.[40]
- يوليو، 2014م: بيّن المسؤول بمكتب التراث العمراني جلال الهارون بأن مرحلة تنظيف الموقع قد انتهت، وتأتي بعدها مرحلة رفع المسوحات وعمل المخططات الهندسية للقلعة بشكل كامل والبيوت التراثية الملحقة بها وأن العمل في ترميم القلعة تطلب جهدًا كبيرًا، جراء تهدم أغلب بنيان القلعة، مما اضطر فريق العمل للرجوع إلى حوالي أربعين صورة تراثية مختلفة لتحديد تفاصيل القلعة وأبوابها والنوافذ والنقوشات فيها بالتعاون مع مكاتب هندسية متخصصة وأنها قد رُفعت لإدارة الهيئة في الرياض.[42][43]
- نوفمبر، 2014م: التخطيط لترميم قلعة دارين وتسوير كامل القصر منعًا للسرقات.[18][44][45][46]
- نوفمبر، 2014م: البدء في أعمال التنقيب بقلعة دارين يوميًّا لمدة ستة أشهر: يعمل الفريق الذي يضم مدير متحف الدمام عبد الحميد الحشاش و8 باحثين آخرين على تحديد نوعية المكتشفات والحقب التي تعود إليها وطبيعتها من خلال التحليل والدراسة. تضمنت المرحلة الأولى التنظيف ورفع الأنقاض وفرز الحجارة ثم تحديد وإيضاح أساسات القصر وباحاته من الجهتين الجنوبية والشرقية، حتى تأتي عملية التنقيب التي ستبدأ من الجهة التي تم الانتهاء من تنظيفها. وتتضمن أعمال التنظيف رفع ما لحق من ضرر بالموقع مثل الأشجار، ورفع الأنقاض والأحجار، إضافةً إلى حفر فريق التنقيب مسافة تصل إلى ثلاثة أمتار ونصف المتر.[18][44][45] وأشارت الهيئة إلى أنها وضعت برنامجًا للترميم بالتزامن مع عمليات التنقيب في القلعة الغنية بالآثار المتركزة في جانبها الشمالي الشرقي، وأن برنامجًا كاملًا سيُنفّذ لترميم القلعة وأنّ مراحل الترميم ستأتي على مساحة الموقع كاملًا، التي تبلغ 8 آلاف متر مربع، وستعمل في الوقت نفسه على اكتشاف أي آثار موجودة في القلعة، خلال مدة التنقيب التي قد تستغرق ستة أشهر.[13][18][44][45][46]

## المشاكل الحالية
بالرّغم من أهمية القصر وقلعته وقيمته التاريخية الكبيرة إلا أنه لم يحظَ سابقًا باهتمام من قبل الجهات الأثرية كافة، حيث تهدمت أغلب جدرانه وكذلك المنقوشات الزخرفية التي كان يحتويها القصر، والأقواس الإسلامية العباسية الطراز بمختلف الأشكال في عدة ممرات، لم يتبقَّ من القلعة سوى البرج، والّذي تداعى هو أيضًا تدريجيًا بسبب عوامل التعرية والإهمال. أصبح موقع قلعة دارين الأثري مكبَّ أنقاض ونفايات.

## معرض صور

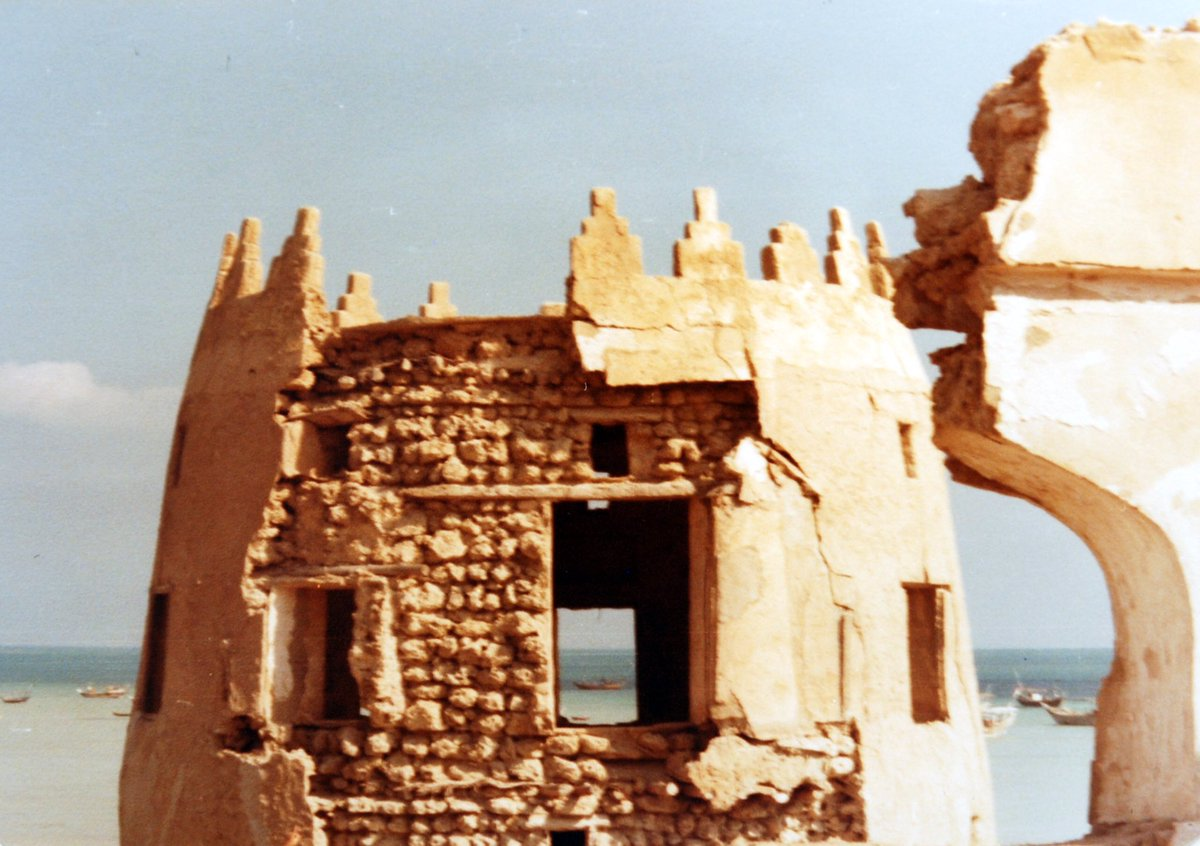
برج قلعة دارين بعد انهيار طبقته الجصية.
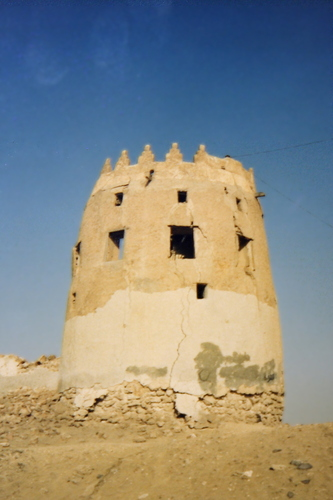
صورة لبرج قلعة دارين بعد ظهور تشققات عليه.
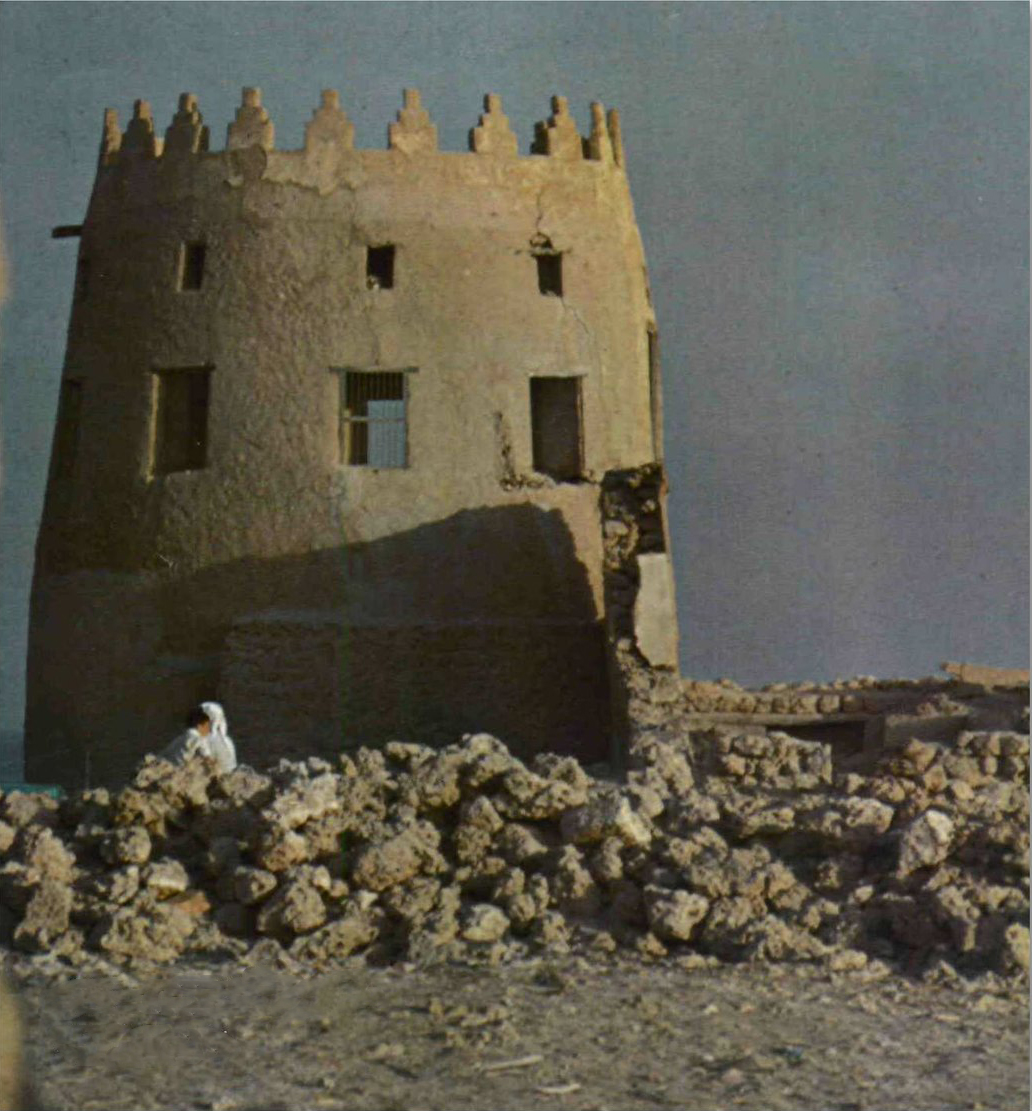
منظر لبرج قلعة دارين عام 1972.
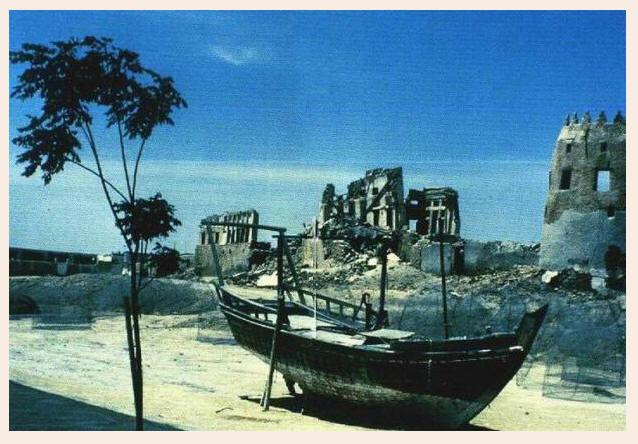
قصر الفيحاني وقلعة دارين ويظهر أمامهما قارب.
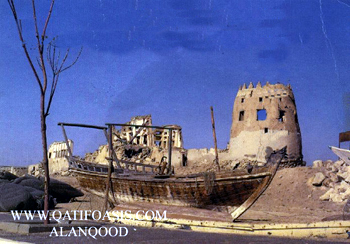
منظر لقلعة دارين ويظهر أمامها إحدى مراكب الصيد.
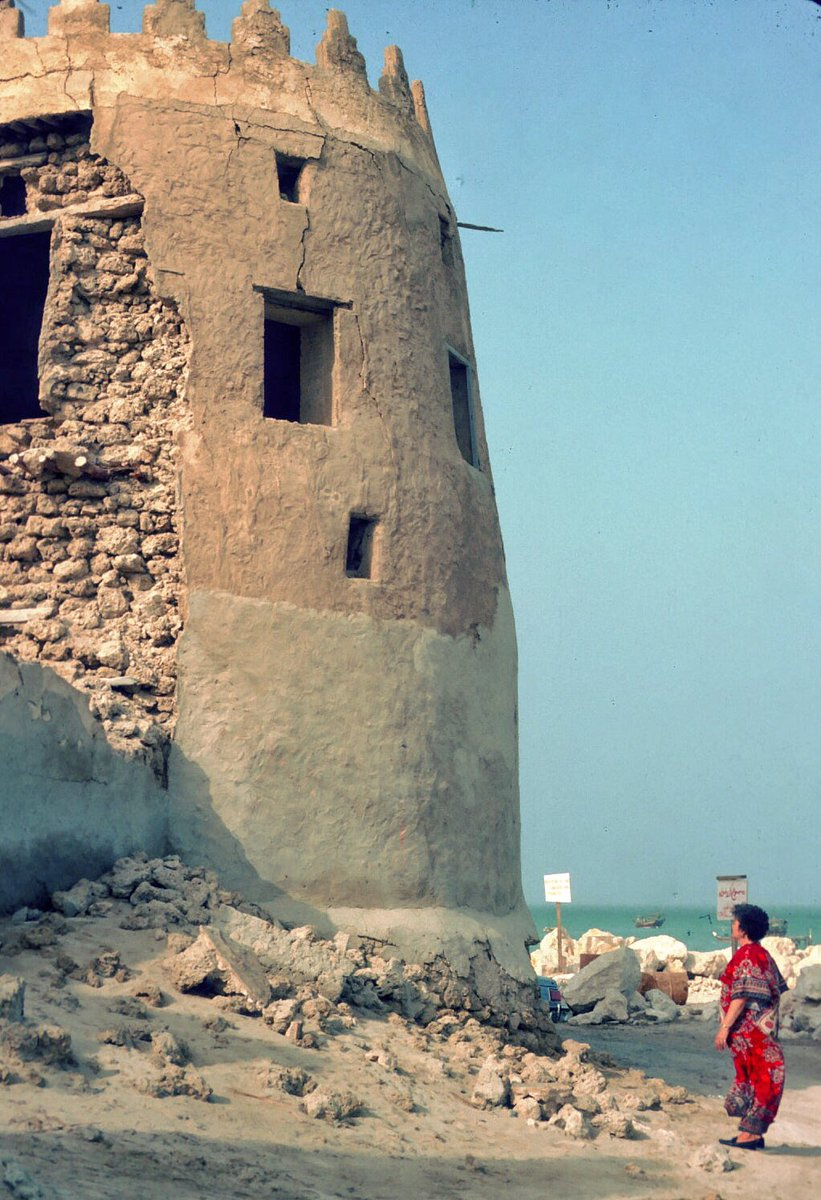
أحد أبراج قلعة دارين قبل انهيارها عام 1978.
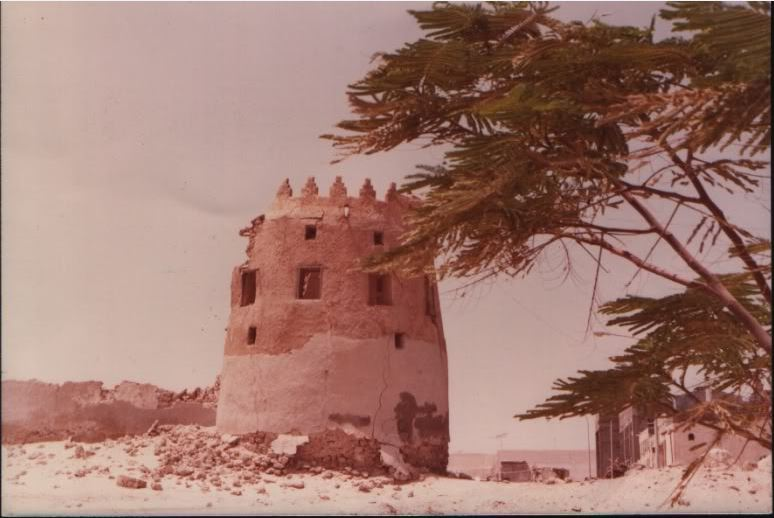
منظر لبرج قلعة دارين كما يبدو من الجنوب.
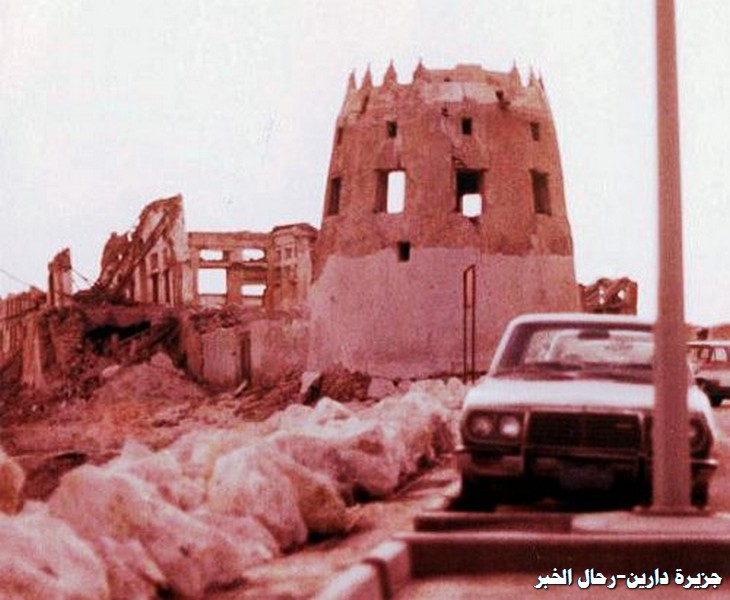
برج القلعة كما يظهر من الجانب الشمالي.
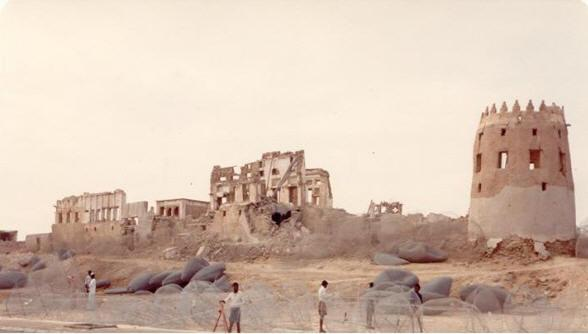
صورة عرضية لواجهة القصر مع أحد الأبراج المطلة على البحر، ويظهر أمام الواجهة مجموعة من شباك الصيد.

## وصلات خارجية
- محاضرة لمحات من تاريخ دارين لجلال هارون الأنصاري بتاريخ 19 مايو، 2009م تستعرض جزءًا من تاريخ قلعة دارين على اليوتيوب.
- حكاية أثر: قلعة دارين، مقطع وثائقي قصير أنتجته قناة نبأ عن قلعة دارين على ديليموشن.
- مشاهد من القلعة المتبقيّة بدارين على اليوتيوب.
- لقطات جوّية لدارين على اليوتيوب.